# Noel Soto
Manuel Eduardo Soto Palomino (Nador, Marruecos, 1 de mayo de 1947- Madrid, 30 de enero de 2025) fue un cantautor español de folk, country y rock.

## Biografía
De padre gallego y madre andaluza, Noel Soto nació en la ciudad marroquí de Nador 1 de mayo de 1947, aunque siempre se ha considerado madrileño. Comenzó su carrera musical a los dieciocho años, realizando versiones de artistas anglosajones y españoles con la Orquesta Escorpiones.
Fue uno de los músicos pioneros en España en desarrollar el rock tanto en su aspecto progresivo como en la fusión con el country, siendo este último el distintivo que le caracterizó a partir de su primer LP, publicado en 1974 bajo el título 3, 3, 5, 7. De este disco se liberó el sencillo Noche de samba en Puerto España, que se convirtió en su primer éxito. En 1975 lanza Alfa y Omega, una suite u ópera rock cercana a los planteamientos del rock progresivo entonces en boga, género del cual fue un precursor dentro del panorama nacional. En sus discos posteriores retoma su estilo inicial, con algunos guiños al rock duro (Esperando el maná, Las chavalas de mi barrio) y las baladas (A ti que me quieres bien).
En 1978, se presenta al Festival Internacional de la Canción de Benidorm, participando con el tema Un tonto en la carretera y obteniendo el segundo puesto. Volvería a participar en 1982, con A golpes con la vida, quedando en cuarto lugar.
Ha escrito canciones para Luz Casal (Ciudad sin ley) y ha colaborado con otros artistas, como Joaquín Sabina (con el que compuso Al otro lado del Edén, incluido en el maxisingle de Soto Apuesta por la paz, 1983). En 2010 fue candidato para representar a España en el Festival de Eurovisión, con el tema Canciones tristes. Su último proyecto, The Sixties Band, es un grupo dedicado a hacer versiones de clásicos del rock anglosajón de los 60.
Falleció el 30 de enero de 2025.

## Discografía

### Álbumes
- 1974 - 3, 3, 5, 7 (Polydor)
- 1975 - Alfa y Omega (Polydor)
- 1976 - El arca de Noel (Polydor)
- 1981 - A ti que me quieres bien (Polydor)
- 1984 - Esperando el maná
- 1987 - Las chavalas de mi barrio
- 1993 - El rey del blues
- 1998 - Caramelo de luna
- 2005 - La banda de Noel
- 2007 - Diez
- 2016 - Noel Soto & Cía
- 2019 - Más Noel Soto

### Sencillos
- 1971 - Qué pena / La felicidad está más arriba (como Manuel Eduardo Soto)
- 1972 - Agua y champagne / ¡Oh,no! (como Manuel Eduardo Soto)
- 1974 - Noche de samba en Puerto España
- 1974 - Mi canción / Aire de fandango
- 1975 - Hello,hello / Dejándote llevar por la corriente
- 1976 - Flechas en el aire / Vamos a hacer el amor
- 1978 - Un tonto en la carretera / Poco antes del amanecer
- 1978 - ¿Quién me ayudará? / Jaque mate
- 1980 - A más de mil kilómetros
- 1981 - A ti que me quieres bien / Juegos de sociedad
- 1983 - Apuesta por la paz / Al este del Edén (Victoria)
- 1983 - Ni un real / Al caer la noche

### Recopilaciones
- 1999 - Todas sus grabaciones en Discos Polydor (1974-1984)
- 2010 - Lo mejor de Noel Soto 1990-2010
- 2019 - Agua de amor